# De Smurfen en de krwakakrwa
De Smurfen en de krwakakrwa is het vijfde stripalbum uit de reeks De Smurfen. Het verhaal verscheen in 1968 in het weekblad Robbedoes. Het album werd voor het eerst uitgegeven in 1969 door Dupuis. Sinds 2009 wordt het album met een licht gewijzigde cover en herziene belettering uitgegeven bij Standaard Uitgeverij. In 1970 verschijnt het verhaal in het weekblad Donald Duck nr. 1 t/m 20 onder de titel De Smurfjes en de krakoekas.
Voor het titelverhaal kreeg Peyo hulp van Gos voor het scenario. Het uiterlijk van de vogel en diens oorspronkelijke, Franse naam (Cracoucass) werden bedacht door André Franquin. De Franse woorden "craquer" (kraken) en "casser" (breken) zitten erin verwerkt.
Naast dit titelverhaal bevat het album ook het verhaal Een andere Smurf dan de anderen, dat Peyo alleen maakte. Dit verhaal verscheen in 1970 in het weekblad Donald Duck nr. 22 t/m 29 onder de titel Een Smurf anders dan anderen.

## Verhalen

### De Smurfen en de krwakakrwa
Grote Smurf ontwerpt een nieuw soort kunstmest dat een plant razendsnel moet laten groeien. Er lijkt iets fout te zijn, want zijn testplantje wordt een monster. Als de plant is gedood, stuurt de Grote Smurf twee Smurfen op pad om het middeltje te verstoppen in de woestijn. De twee gooien het echter in een ravijn. Het flesje breekt en een druppel komt terecht in de mond van een vogeltje. De gevolgen zijn zoals die bij de plant: de vogel wordt een groot monster, de krwakakrwa. Hij richt grote vernielingen aan in het Smurfendorp. De Smurfen vluchten naar een oude toren. Daar maken ze een soort kanon waarmee ze stenen afvuren, maar dat heeft niet veel effect. Grote Smurf probeert het uiteindelijk met een vuurpijl. De krwakakrwa verliest al zijn veren en valt op de grond. Daar probeert hij ook nog schade aan te richten, maar de Grote Smurf is hem te snel af. Ze geven de vogel een drankje waardoor hij heel klein wordt. De krwakakrwa gaat voortaan door het leven als een kleine vogel.

### Een andere Smurf dan de anderen
Een van de Smurfen wil een reis rond de wereld gaan maken. Grote Smurf geeft hem voor zijn vertrek een fluitje mee: als hij daarop blaast, zal hij onmiddellijk weer in het dorp terechtkomen. 
Gargamel ligt echter op de loer en neemt de reizende Smurf gevangen. Als Gargamel op het fluitje blaast komt hij zelf in het Smurfendorp terecht, waar hij direct alle Smurfen probeert te vangen. Grote Smurf kan ziet kans de tovenaar een spuitje te geven waardoor zijn karakter tijdelijk verandert en hij zachtmoedig wordt. Net op het moment dat Gargamel de reizende Smurf wil vrijlaten, is het spuitje uitgewerkt en wordt hij zichzelf weer. Hij vangt opnieuw alle Smurfen en stopt ze in een kist. 
Eén Smurf heeft het toverfluitje weten te bemachtigen. Ze geven elkaar een hand en Grote Smurf fluit iedereen terug naar het dorp. De Smurf die op wereldreis wou, beseft dat het thuis toch beter is.

## Tekenfilmversie
- In de tekenfilmversie van De Smurfen en de krwakakrwa komt Gargamel niet voor, wat wel het geval is in het stripverhaal.
- De tekenfilmversie van Een andere Smurf dan de anderen heet Droomsmurfs nachtmerrie. Hierin is Droomsmurf de Smurf die wil reizen. In het stripverhaal heeft deze Smurf geen specifieke naam. In de tekenfilm komt ook Smurfin voor en krijgt Gargamel een toverpoeder over zich heen waardoor hij vriendelijk wordt. De verhaallijn in beide versies is echter ongeveer identiek.

## Terugkeer in film
- In de computeranimatiefilm Smurfs: The lost village (2017) komt de krwakakrwa ook voor.[4] Dit werd een vogel genaamd Monty.